# Jinořadec
Jinořadec (Cryptogramma) je rod kapradin z čeledi křídelnicovité. Jsou to drobné kapradiny s výrazně dvoutvárnými listy, rostoucí na skalnatých stanovištích. Rod zahrnuje asi 10 druhů a je rozšířen v mírných oblastech severní polokoule, jeden druh v Andách. V České republice se vzácně vyskytuje horský druh jinořadec kadeřavý.

## Popis
Jinořadce jsou drobné kapradiny. Oddenek je plazivý až přímý, řídce až bohatě větvený, pokrytý bezbarvými nebo hnědavými plevinami. Cévní svazky jsou typu diktyostélé nebo v dlouze plazivých oddencích typu sifonostélé. Listy jsou výrazně dvoutvárné, dosahující délky 5 až 25 cm. Řapík obsahuje jediný cévní svazek. Čepel je trojúhelníkovitá, kopinatá nebo čárkovitá, 2x až 4x zpeřené, tenké až poněkud tužší, na líci lysé, lesklé nebo matné, na rubu lysé nebo řídce chlupaté. Poslední segmenty listů jsou přisedlé nebo krátce řapíčkaté. Žilnatina (botanika)| je tvořena volnými, jednoduchými nebo vidličnatými žilkami.
Fertilní listy jsou delší než sterilní, s úzkými úkrojky. Okraj je po celé délce segmentu podvinutý a tvoří falešnou ostěru chránící výtrusnice. Výtrusné kupky se tvoří na koncích žilek, jsou umístěné podél listového okraje a za zralosti se slívají. Výtrusnice obsahují po 64 sporách. Spory jsou žluté, čtyřstěnné, triletní, s bradavčitým povrchem.

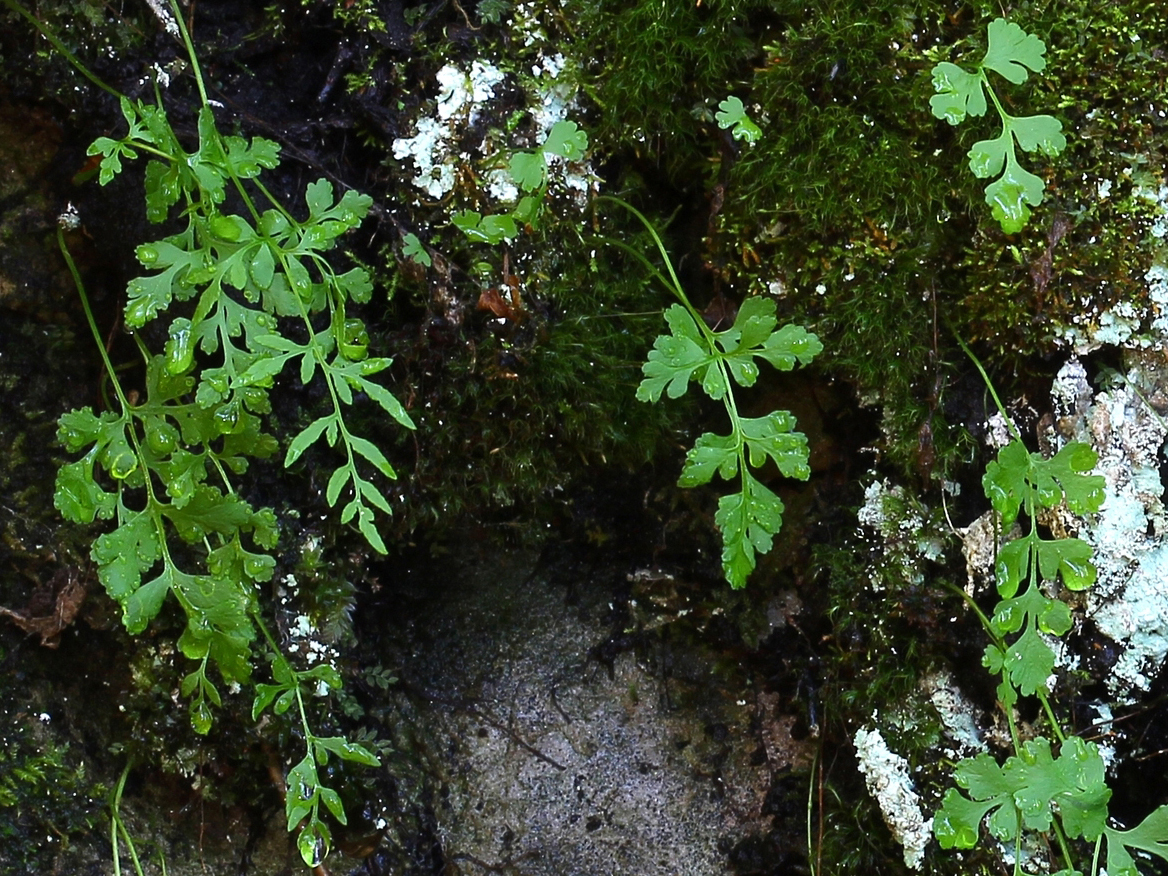
Severský jinořadec Cryptogramma stelleri
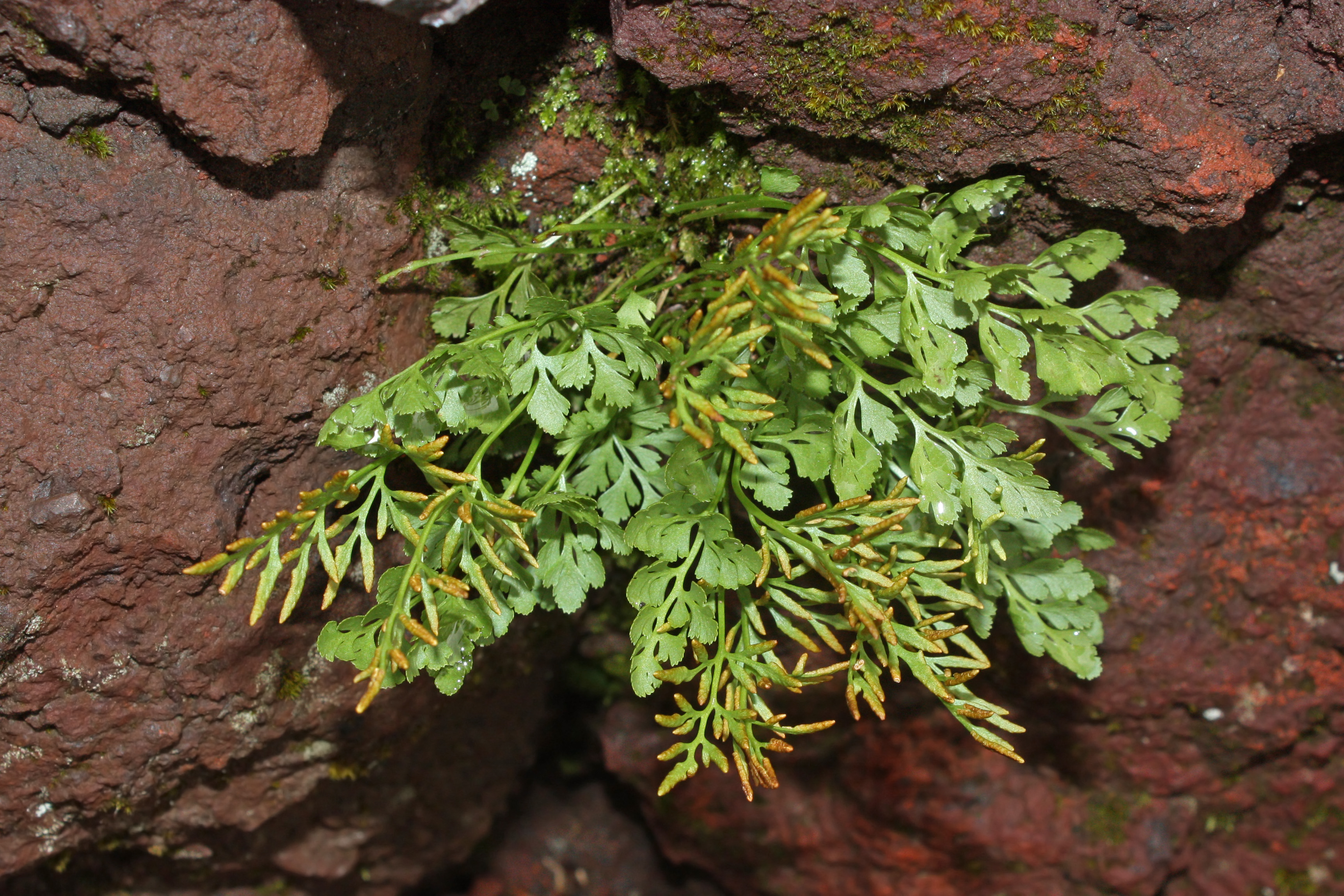
Cryptogramma acrostichoides
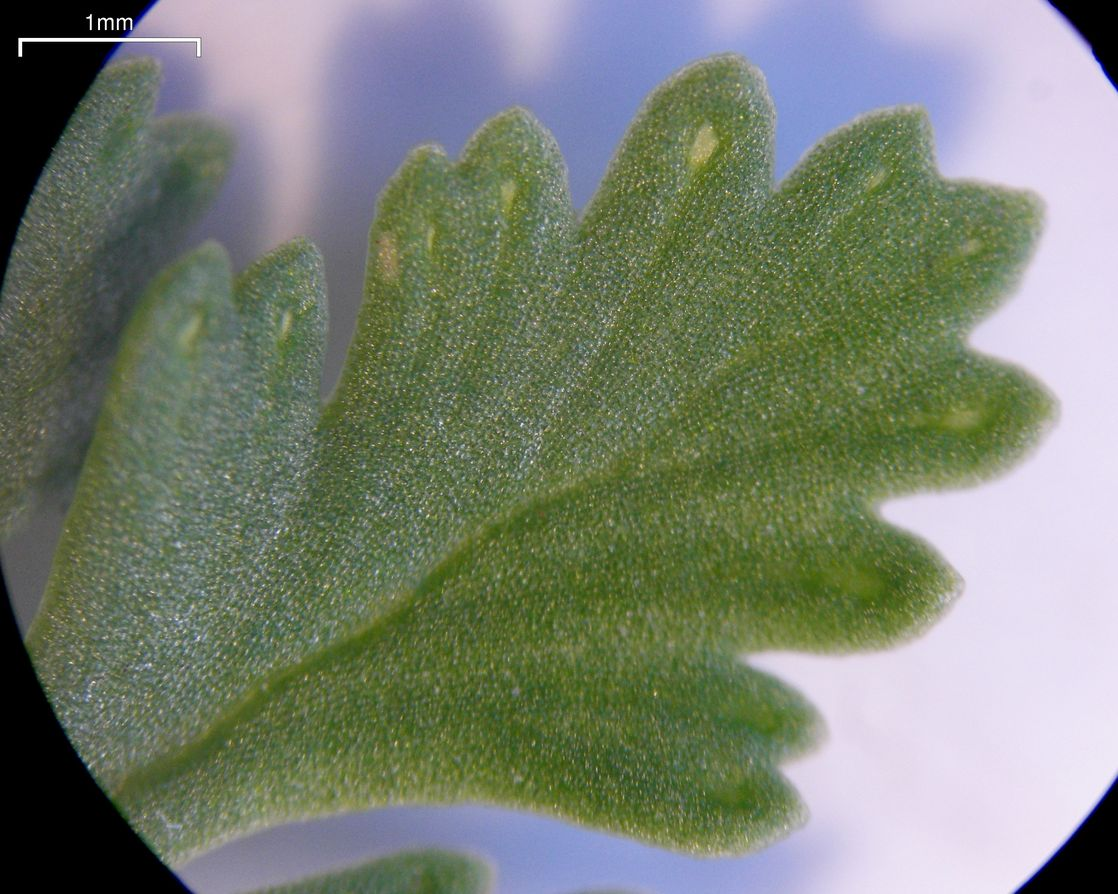
Detail listu C. acrostichoides s nápadnými hydatodami

## Rozšíření
Rod jinořadec zahrnuje asi 8 až 12 (podle pojetí) druhů. Je to jediný rod čeledi křídelnicovité rozšířený převážně v oblastech mírného pásu. Většina druhů roste v Eurasii a Severní Americe. Na jižní polokouli roste jediný druh, Cryptogramma fumariifolia, rozšířený v Andách v Chile a Argentině.
V České republice se vzácně vyskytuje jinořadec kadeřavý. Roste v Krkonoších (Kotelné jámy, Obří důl, Studniční hora), několik roztroušených výskytů je na Šumavě. Na Slovensku roste pouze na Ďumbieru. Vyskytuje se v severní Evropě a v různých evropských pohořích. V Alpách a Karpatech vystupuje až do alpínského stupně. V severovýchodním Rusku roste Cryptogramma stelleri, druh s velkým areálem zahrnujícím Asii i Severní Ameriku.

## Taxonomie
Rod Cryptogramma je v rámci čeledi Pteridaceae řazen do podčeledi Cryptogrammoideae. Mezi blízce příbuzné rody náleží Coniogramme a Llavea.

## Zástupci
- jinořadec kadeřavý (Cryptogramma crispa)

## Význam
Některé druhy jsou využitelné jako pohledné skalničky, kultivace je však obtížná. Jinořadec kadeřavý patří v České republice mezi chráněné rostliny. V zahraničí se pěstují druhy C. acrostichoides a C. stelleri.